# Land of the Dead
Land of the Dead (titulada en España La Tierra de los Muertos Vivientes y en Argentina, México y Venezuela Tierra de los muertos), también denominada George A Romero's Land of the Dead, es una película estadounidense de terror de 2005 dirigida por George A. Romero. Se trata de la cuarta película de una saga de seis títulos cuyos protagonistas principales son los zombis que incluyen las películas La Noche de los Muertos Vivientes (1968), Dawn of the Dead (1978), Day of the Dead (1985), Diary of the Dead (2008) y Survival of the Dead (2010).
Producida por Estudios Universal Land of the Dead cuenta con el mayor presupuesto de todas las que integran la franquicia dirigida por Romero, casi 19.000.000$, y tuvo una buena respuesta comercial al recaudar más de 47.000.000$. También ha obtenido comentarios generalmente positivos en las críticas que se han realizado de la película en portales como FilmAffinity, IMDb o Rotten Tomatoes.
La trama muestra un mundo posapocalíptico invadido por zombis y con una población de seres humanos cada vez más menguada. Los supervivientes han encontrado refugio en un área denominada "Triángulo Dorado" en el centro de Pittsburgh (Pensilvania). La ciudad, fortificada y regida por un gobierno de tipo feudal, incluye en el centro un rascacielos donde los privilegiados tienen lujos, comodidades y seguridad, mientras que el resto deben arreglárselas como pueden para sobrevivir. Esta aparente seguridad se verá amenazada cuando los zombis, que con el paso del tiempo han llegado a conformar un auténtico ejército, inicien un ataque para invadir la ciudad.

## Argumento
Hace tiempo, una catástrofe inimaginable destruyó gran parte de la civilización humana. Por una razón desconocida los recientemente fallecidos habían vuelto a vida y comenzaron a alimentarse de sus hermanos vivos. Estos zombis se multiplicaron rápidamente, agregando a sus filas un nuevo miembro con cada nueva víctima. Muchos años después los muertos exceden en un número muy grande a los vivos.
La acción se desarrolla en Pittsburgh (Pensilvania), donde se ha implantado un gobierno feudal dirigido por Paul Kaufman (Dennis Hooper), quien gobierna la ciudad con puño de hierro y un poder abrumador. Convertida de facto en un santuario contra la amenaza de los muertos vivientes, la ciudad se encuentra cercada en un lado por el río y en el otro por una barricada eléctrica. Fiddler's Green, en el centro de esta ciudad, es el lugar donde viven en el lujo los ricos y poderosos. El resto vive alrededor de ellos en la pobreza y la miseria. 

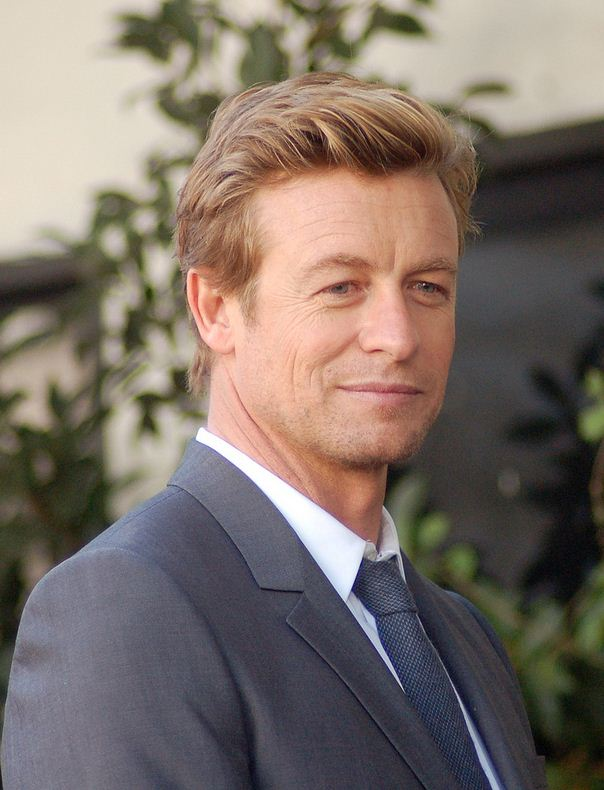
Simon Baker encarna el rol positivo de Land of the Dead, Riley Denbo, el responsable del Dead Reckoning

Para asegurar su dominio, Kaufman financia la construcción del Dead Reckoning, un vehículo tipo tanque que puede aventurarse fuera con relativa facilidad. Riley Denbo (Simon Baker), diseñador y comandante del Dead Reckoning, está a punto de retirarse para irse a vivir lejos de allí. A diferencia de Kaufman, Riley es respetado por los ciudadanos porque su trabajo los protege contra un mundo peligroso. Después de una serie de incidentes, Riley es encarcelado junto con su mejor amigo Charlie Houk (Robert Joy), un miembro del equipo del Dead Reckoning con el rostro parcialmente quemado, y con Slack (Asia Argento) una prostituta de la ciudad.
Cholo DeMora (John Leguizamo), segundo en el comando del equipo de Dead Reckoning, al ser traicionado por Kaufman al negarle éste la posibilidad de comprar un apartamento en Fiddler's Green, se convierte en un renegado. Al ver sus sueños destruidos por Kaufman, Cholo busca venganza, amenazando con destruir desde el exterior Fiddler's Green utilizando los misiles que equipa el Dead Reckoning. Para abortar la amenaza, Kaufman solicita a Riley que detenga a Cholo y Riley acepta la misión, apoyándose en sus compañeros apresados y contando con algunos soldados entrenados por Kaufman. Al ir a buscar municiones, uno de los soldados es mordido por un zombi y Slack lo mata. Riley y el grupo rastrean la ubicación del Dead Reckoning con un GPS y logran recuperarlo. Cholo quiere convencer a Riley de huir con él. Riley se niega, pero lo deja escapar. Poco después Cholo recibe una mordedura de un zombi y, sabiendo que iba a convertirse en uno de ellos, prosigue su camino solo ya que afirma querer ver "cómo era el mundo desde el otro lado".
Mientras tanto, en el mundo exterior infestado de zombis, algo inusual está ocurriendo. Los zombis parecen haber reasumido sus existencias pre-muertas: un miembro de una banda musical intenta soplar su corneta, una animadora lleva sus pompones, una pareja de muertos caminan con las manos unidas... También se ha levantado un líder entre sus filas, llamado Big Daddy (Eugene Clark), un empleado de una gasolinera muerto que continúa usando las bombas de nafta cada vez que su compañero zombi hace sonar la campana como si un automóvil quisiera repostar combustible. Inusualmente despierto e inteligente, Big Daddy (una actualización de Bub, el zombi domesticado, encarnado por Sherman Howard, en Day of the Dead) enseña a sus compañeros zombis cómo utilizar armas de fuego y superar algunas rudimentarias defensas humanas. Los zombis están comenzando a aprender, se adaptan, e incluso se comunican con quejidos roncos y rudimentarios. 

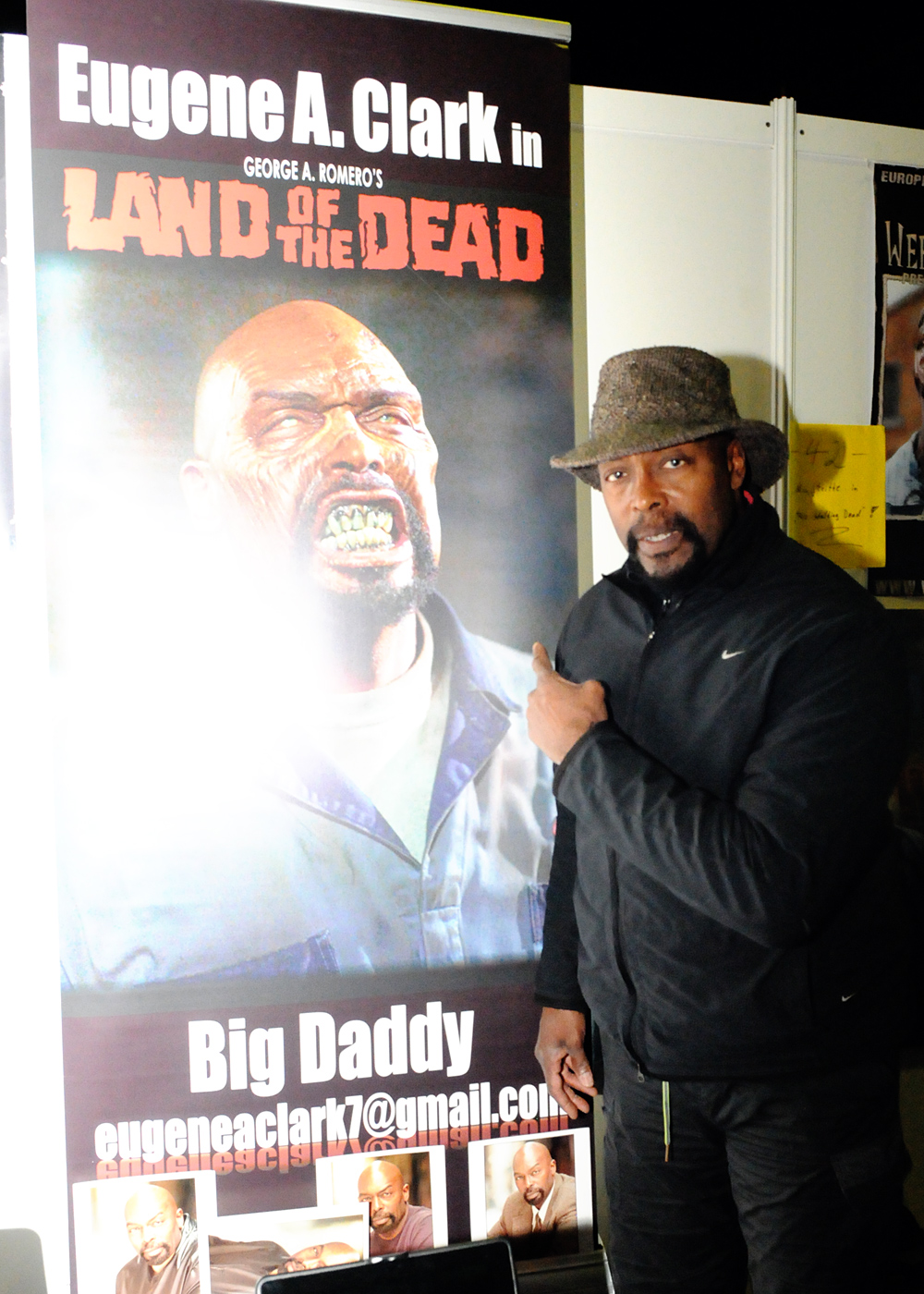
Eugene Clark encarna a Big Daddy, un zombi con una inteligencia fuera de lo habitual, en Land of the Dead.

Big Daddy dirige a los zombis en un asalto masivo a la ciudad habitada por humanos como venganza por las constantes incursiones realizadas en su territorio por el Dead Reckoning e iniciando la carnicería en el centro de Fiddler's Green. Kaufman observa la caída de su reino ante sus propios ojos cuando los zombis superan a los seres humanos en una sangrienta masacre. Cuando los muertos han tomado por completo la ciudad los seres humanos descubren que las defensas empleadas para mantener a los zombis fuera se han convertido en barreras infranqueables que les impiden escapar y los mantienen prisioneros dentro. 

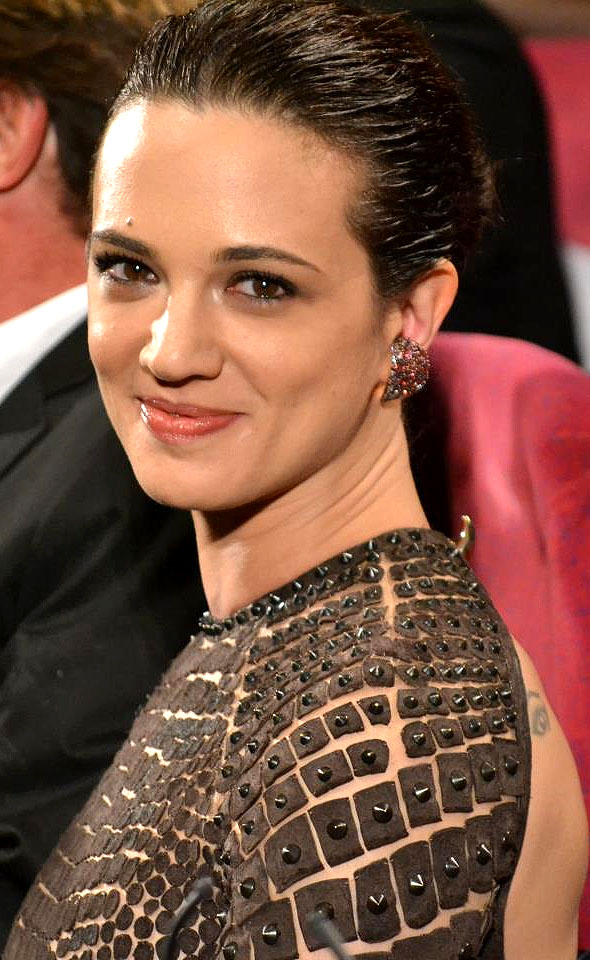
Asia Argento, hija del cineasta italiano Dario Argento, encarna en Land of the Dead a una prostituta llamada Slack

El enfrentamiento final tiene lugar cuando Big Daddy, después de recibir disparos de Kaufman, acorrala al gobernador dentro de un garaje subterráneo. La intención del magnate, montado en un Lincoln Continental, era huir de la masacre abandonándolo todo y sin prestar ayuda a nadie pero es interceptado por el líder zombi. Big Daddy encuentra el coche donde se oculta Kaufman junto al surtidor de gasolina que se halla en el garaje y, en momento de revelación, el zombi comienza a bombear gasolina al interior del coche a través de un agujero en el parabrisas. Satisfecho, se dirige afuera del garaje encontrándose con Cholo, ahora revivido como un miembro de los muertos. Cholo, al percatarse de la presencia de Kaufman, se prepara para vengarse con una mordedura contagiosa. Sin embargo Big Daddy, en una nueva muestra de inteligencia, hace rodar una lata ardiendo como si fuera un cóctel molotov, hacia el vehículo empapado de gasolina. Al contacto con el coche se genera una explosión que acaba con Kaufman y con el zombi Cholo.
Mientras tanto Denbo y el Dead Reckoning luchan para liberar a los habitantes más humildes de la ciudad. El equipo descubre que se ha producido una masacre en la zona de la valla electrificada: sin huida posible los pobres y la élite se han convertido en una masa igualmente aniquilada por los muertos. Finalmente consiguen destruir la cerca electrificada y, tras conseguirlo, el equipo es conocedor de que la mayoría de los habitantes más humildes se habían ocultado en otra parte logrando salir ilesos. Con la aniquilación de la mayor parte de la élite de la ciudad los zombis consiguen destruir el sistema de clases creado por Kaufman, nivelándose las diferencias sociales. Ambos lados se unen para comenzar la reconstrucción de la civilización.

## Reparto
- Simon Baker - Riley Denbo
- John Leguizamo - Cholo DeMora
- Asia Argento - Slack
- Robert Joy - Charlie Houk
- Dennis Hopper - Paul Kaufman
- Eugene Clark - Big Daddy
- Joanne Boland - Pretty Boy
- Tony Nappo - Foxy
- Jennifer Baxter - Zombi número 9
- Boyd Banks - Zombi Carnicero
- Jasmin Geljo - Zombi con la Pandereta
- Maxwell McCabe-Lokos - Mouse
- Tony Munch - Anchor
- Shawn Roberts - Mike
- Pedro Miguel Arce - Pillsbury
- Sasha Roiz - Manolete
- Krista Bridges - Motown
- Bruce McFee - Mulligan
- Phil Fondacaro - Chihuahua
- Alan Van Sprang - Brubaker
- Earl Pastko - Roach
- Peter Outerbridge - Styles
- Gene Mack - Knipp
- Devon Bostick - Brian
- Simon Pegg y Edgar Wright - Zombis de la cabina fotográfica
- Tom Savini - Blades, zombi del machete
- Gregory Nicotero - Zombi guardián del puente

## Producción

### Preproducción
La cuarta película de la saga protagonizada por zombis tuvo varios títulos durante su preproducción, como Twilight of the Dead, Dead City y Dead Reckoning (el mismo vehículo que tiene gran protagonismo en la película). En una entrevista Romero afirmó que uno de los estudios tanteados para la producción, 20th Century Fox, propuso volver a titularla como la primera película Night of the Living Dead. Ante la intención de Fox de hacerse con los derechos de toda la franquicia el director decidió no proseguir conversaciones con la productora y buscar nuevas alianzas, recalando finalmente el proyecto en Universal. También bromeó diciendo que quería hacer una película donde los zombis existieran como parte de la vida diaria en un mundo donde la gente proseguía con sus vidas normales con la ayuda de una patrulla de zombis.
El guion de la película fue publicado en Internet, pero fue retirado después de que Universal Studios tomara medidas. En el guion, y en el resultado final de la película, se muestra con profundidad una honda sátira social sobre la diferencia de prioridades entre la élite rica, que vive dichosamente indulgente en un gran rascacielos, hedonista y despreocupada, que son capaces de poseer jaulas con animales mecánicos o se molestan cuando no son capaces de tener cobertura en su teléfono móvil y el resto de los seres humanos. La clase humilde, que tiene los peores y menos remunerados trabajos, viven en condiciones terribles y son entretenidos por Kaufman con distracciones como el juego, la prostitución, el alcohol, las drogas o las luchas de gladiadores contra los muertos (algo muy similar al concepto "pan y circo" utilizado durante el Imperio Romano).
La película, consecuentemente, contiene y actualiza algunos de los elementos presentes en las primeras versiones del guion de la película anterior de la saga Day of the Dead que, por falta de presupuesto, no pudieron incluirse en esa ocasión. 
- Kaufman gobierna en gran parte a través del miedo, haciendo frecuentes alusiones siniestras sobre los "podridos" (un término despectivo para referirse a los zombis). Probablemente se critica mediante este personaje las frecuentes declaraciones del entonces presidente de EE. UU., George W. Bush, sobre el terrorismo. En una escena Kaufman declara que "él no negocia con terroristas", lo que reforzaría este argumento.

- Hay varias escenas que muestran un show de marionetas en una televisión hueca con una bandera americana clavada con tachuelas. Las tramas simplifican una historia de que el ser humano es inteligente y derrota sin dificultad a los zombis, una manera de satirizar el papel poco crítico de los medios de comunicación de masas en Estados Unidos.

- Los zombis se enajenan totalmente por los fuegos artificiales disparados al cielo durante la noche (una táctica que las patrullas anti-zombis denomina "flores del cielo"). Sin embargo los zombis finalmente aprenden a no distraerse por las luces y llegan a inmunizarse. Se ha sugerido que Romero, mediante estas escenas, critica la campaña sensacionalista activada por el gobierno de EE. UU. para justificar la invasión contra Irak (manteniendo al enemigo enfocado en los cielos ante la inminente caída de misiles) y permitiendo un rápido asalto.

- Una toma alterna donde se muestra a los zombis asombrados por los fuegos artificiales es quizás la interpretación de Romero sobre el patriotismo americano. En esta escena, ellos miran fijamente con temor el espectáculo, quizás recordando una época en la que vieron los fuegos artificiales en sus vidas anteriores como algo significativo (o que ciega). La conclusión tiene un trasfondo marxista: "Los trabajadores se levantan contra los patrones". Las masas, los muertos, derrocan a los ricos. El uso de las herramientas de trabajo (tales como martillos perforadores y llaves de tuercas) por parte de los zombis para entrar a Fiddler's Green, así como el personaje claramente proletario, Big Daddy, apoyan esta interpretación. Una escena similar aparece al final de la película Metrópolis de Fritz Lang.

### Rodaje
A diferencia de las anteriores películas de la saga Land of the Dead fue rodada en Toronto (Canadá) pese a los deseos del director de continuar la serie en Pittsburg (Estados Unidos). La película comenzó su filmación el 11 de octubre de 2004 y concluyó en apenas 42 días.
Simon Pegg y Edgar Wright tienen cameos como zombis, basados en el afecto de Romero de su película Shaun of the Dead. Tom Savini también aparece brevemente como un zombi (acreditado como "zombi del Machete"), con una vestimenta similar a su personaje Blades en Dawn of the Dead.

### Versiones
Rodada en formato de 35mm, alternando el color y el blanco y negro, la película cuenta con dos versiones: la primera versión tiene clasificación R de la MPAA que fue la que se lanzó en la primera edición en DVD y se vio en las pantallas de Estados Unidos tiene una duración de 93 minutos; la segunda versión, sin censura y denominada "Montaje del Director" en el DVD, tiene una duración de 97 minutos.
Ambas versiones comenzaron a comercializarse en Estados Unidos el 18 de octubre de 2005. Los rumores sugirieron que Romero rodó escenas menos explícitas, de sangre derramada para la versión de cine, pero esto no es enteramente exacto. Las escenas más violentas donde se muestra el derramamiento de sangre fueron filmadas frente a una pantalla azul de modo que éstos elementos superpuestos pudiesen ser fácilmente eliminados para el DVD sin censura, oscureciéndolas con elementos del primer plano. 

## Clasificación MPAA
R por el fuerte uso de violencia y derramamiento de sangre, lenguaje de adultos, y cierto uso de drogas. Es la primera película en la saga que recibe una clasificación de la MPAA. Las provincias Canadienses de Columbia Británica, Manitoba, y Ontario le dieron una clasificación de 18A. En el Reino Unido el BBFC le dio un certificado 15.

## Recepción
La película obtiene una valoración positiva en los portales de información cinematográfica. En IMDb con 89.423 valoraciones obtiene una puntuación de 6,2 sobre 10. En FilmAffinity obtiene una calificación de 5,6 calculada entre las 10.254 valoraciones de los usuarios del portal.

"Romero es quien mejor explota el mito creado por él mismo (...) no recurre a la alta tecnología (...) dentro de la genuina serie B (...) Puntuación: ★★★★ (sobre 5)"
Antonio Weinrichter (Diario ABC) 

En Metacritic obtiene una calificación de 71 sobre 100 calculada sobre 30 críticas profesionales.

"La última entrega bien podría ser la obra maestra de Romero. Aprovechando al máximo el maquillaje y los efectos visuales de última generación, tiene un lienzo más vívido a su disposición, sin mencionar las dos décadas de observaciones acumuladas sobre la sociedad estadounidense"
Michael Rechtshaffen (The Hollywood Reporter) 

En Rotten Tomatoes obtiene una calificación de "fresco" para el 74% de las 178 críticas profesionales y para el 51% de las 137.440 valoraciones realizadas por los usuarios del portal.

"Land of the Dead no solo te deja deseando que Romero y sus zombis vuelvan a la fiesta una vez más, sino que se tomen su tiempo."
Geoff Pevere (Toronto Star) 